# Druga Poljska Republika
Druga Poljska Republika, Druga Poljska Zajednica ili međuratna Poljska je poljska država koja je postojala između Prvog i Drugog svjetskog rata, u tom razdoblju Poljaci su vratili svoju nezavisnost.
Službeni naziv države bio je Republika Poljska ili Poljska Zajednica (poljski: Rzeczpospolita Polska). Poljaci su dobili nezavisnost nakon završetka Prvog svjetskog rata 1918. Država je, unatoč pritiscima i izvana i iznutra, postojala sve do 1939., kada je, nakon napada na Poljsku, anektirale Treći Reich, Sovjetski Savez i Slovačka, na početku Drugog svjetskog rata.
Kada su utvrđene granice Poljske 1922., nakon nekoliko regionalnih sukoba, Poljska je graničila s Čehoslovačkom, Reichom, Danzigom, Litvom, Latvijom, Rumunjskom i Sovjetskim Savezom. U razdoblju od ožujka do kolovoza 1939., Poljska je graničila i s Mađarskom kod Karpata. Površina Poljske iznosila je 388 634 km² (šesta najveća država u Europi, a nakon što je anektirala Zaolzie 1938., površina Poljske bila je 389 720 km².), a imala je 27,2 milijuna stanovnika prema popisu stanovništva iz 1921. Godine 1939., pred izbijanje rata, prema procjenama, Poljska je imala 35,1 milijuna stanovnika. Trećina poljskog stanovništva bile su nacionalne manjine: 13,9% Ukrajinci, 3,1% Bjelorusi, 2,3% Nijemci, i 3,4% Česi, Litvanci i Rusi. U isto vrijeme veliki broj Poljaka živio je u dijaspori.
Druga Poljska Republika povezana je i s nekoliko nepovoljnih okolnosti, problema i trijumfa. Poljska je imala gospodarske poteškoće kao posljedicu Prvog svjetskog rata, nakon toga Sovjeti vrše invaziju na Poljsku u Poljsko-sovjetskom ratu, pa zatim Poljska vodi i Poljsko-ukrajinski rat u kojem zauzima istočnu Galiciju od Ukrajinske Narodne Republike. Poljska je bila okružena i neprijateljski raspoloženim susjedima, među kojima je bio i Treći Reich. No, bez obzira na sve to, Poljska Republika se uspjela i teritorijalno proširiti. Iako nije imala prekomorske kolonije, Poljska je uspjela pratiti razvoj zapadnih zemalja. Kulturalna središta kao što su Varšava, Krakov, Poznan, Vilnius i Lavov podigli su se na razinu drugih velikih europskih gradova. U njima su se nalazila i međunarodna sveučilišta i druge institucije visoke naobrazbe. Do 1939. Druga Poljska Republika uspjela je postati "jedna od europskih većih sila".

## Povijest

### Nastanak
Područje Druge Poljske Republike koje je bilo pod Ruskim Carstvom okupirale su Carevina Njemačka i Austrougarska. Okupacijske snage imale su u vidu stvoriti Kraljevinu Poljsku, njemačku marionetsku državu. To je realizirano 5. studenog 1916., a državom je upravljalo Državno i Regentsko vijeće (Rada Regencyjna Królestwa Polskiego) dok se ne izabere kralj.
Netom pred kraj rata, 7. listopada 1918., raspušteno je Državno vijeće od strane Regentskog vijeća, te je najavljen povratak poljske nezavisnosti,  iako je Varšava bila pod njemačkim garnizonom. Sve političke stranke u državi podržale su tu inicijativu, osim marksističke Socijaldemokratske stranke Kraljevine Poljske i Litve (SDKPiL, kasnije Komunistička radnička partija Poljske). Dana 23. listopada Regentsko vijeće postavilo je novu vladu pod vodstvom Józefa Świeżyńskog i počinje novačenje u Poljsku vojsku.
Dana 5. studenog u Lublinu osnovan je i Radnički sovjet. Dan poslije komunisti su najavili i stvaranje Republike Tarnobrzek. Isti dan je formirana i Privremene vlada Republike Poljske pod socijalistom Ignacyem Daszyńskim.
Dana 10. studenog, Józef Piłsudski, oslobođen iz njemačkog zatvora u Magdeburgu, vratio se u Varšavu. Dan poslije, zbog njegove popularnosti i podrške od većine stranaka u Poljskoj, Regentsko vijeće imenuje ga glavnim načelnikom Poljskih oružanih snaga, a već 14. studenog vijeće raspušta samo sebe i svu svoju moć prenosi na Piłsudskog kao čelnika države (naczelnik państwa).
Postojale su i vlade proglašene u Galiciji (što je prije bila austrijska Poljska), Nacionalno vijeće Tešinskog vojvodstva (stvoreno u studenome 1918.) i Poljski izvršni komitet (stvoren 28. listopada 1918.) koje su bile nezavisne od Privremene poljske vlade.
Izbija i sukob u Lavovu između Ukrajinskog vojnog komiteta i poljskih neredovnih jedinica sastavljenih od studenata i djece, poznatih kao Poljski orli, koje će kasnije podržati i Poljska vojska. Nakon savjetovanja s Piłsudskim, Daszyńskova vlada raspušta se sama i stvara se nova vlada pod Jędrzejem Moraczewskim 18. studenog.
Kraljevina Italija prva je država koja je priznala nezavisnost Poljske već 1918.
U siječnju 1919. Druga Poljska Republika imala je jedan od težih zadataka u svojoj povijesti, stvaranje državnih granica. Na mirovnoj konferenciji održanoj u Parizu poslije rata, samo je Francuska odobravala poljske pretenzije.